# Pahuatlán
Pahuatlán är en kommun i Mexiko.   Den ligger i delstaten Puebla, i den sydöstra delen av landet, 140 km nordost om huvudstaden Mexico City.
Följande samhällen finns i Pahuatlán:
- Pahuatlán de Valle
- Atla
- Zoyatla de Guerrero
- Atlantongo
- Xochimilco
- Cuauneutla de la Paz
- Paciotla
- Mamiquetla
- Agua del Machete
- Montellano
- Los Ángeles
- Ahila
- Acahuales
- Ahuacatitla
- Xilepa
- Lindavista
- Zacapehuaya
- El Arenal
- Almoloya
- Chipotla
- Agua Negra
- Naranjastitla